# IJzeren Man (Vught)
De IJzeren Man is een recreatieplas in de bossen bij Vught in de Nederlandse provincie Noord-Brabant. De plas is genoemd naar de stoombaggermolen die hem groef.
Voor de stadsophoging van de wijk Het Zand tussen het station en de binnenstad van 's-Hertogenbosch, rond 1890, werd op deze plek zand gewonnen. Daarvoor, rond 1868, werd ook al zand afgegraven dat gebruikt werd bij de aanleg van de Kuilenburgse spoorbrug (Culemborg), toen met zijn 150 meter de langste spoorbrug van Europa. Met het zand werden de hoge spoordijken aangelegd die nodig waren om met deze brug, bestaande uit één boog, over de Lek te komen.
Het afgraven gebeurde in eerste instantie met handkracht. Met scheppen werden kruiwagens gevuld, waarmee het zand naar een zandtreintje werd gebracht dat het zand afvoerde. Later werd een stoombaggermolen gemaakt, die ook geschikt was om op het droge zand af te graven. Deze stoombaggermolen kwam in Vught terecht. De arbeiders gingen daarop in staking, bang dat deze baggermolen, die zij inmiddels de scheldnaam "De IJzeren Man" hadden gegeven, hun werk zou overnemen en zij hun baan zouden verliezen. De toenmalig aannemer van spoorbruggen, Nicolaas van Haaren, wist de arbeiders gerust te stellen en de staking was ten einde.
Na voltooiing vulde de grote zandput zich langzaam met grond-, wel- en regenwater. De waterplas en de omliggende grond bleven eigendom van aannemer Van Haaren. In 's-Hertogenbosch en omgeving werd het weldra bekend als "Het Gat van Van Haaren" en "De IJzeren Man". De eerste naam is nauwelijks nog bekend, maar de scheldnaam die de arbeiders de baggermolen hebben gegeven, is blijven bestaan. Alleen familie en kennissen van Van Haaren konden gebruikmaken van de recreatiemogelijkheden van het gebied. Rond 1930 werd de plas en de grond verkocht en kwam er een natuurzwembad en een hotel aan de oever. De IJzeren Man is tot in de verre omgeving bekend als toeristische attractie.
In het begin bestond de IJzeren Man nog uit evenwijdige stroken 3,5 meter diepe watergeulen met daartussen ruggen van zand die even onder het wateroppervlakte lagen, waarop de baggermolen reed tijdens de afgravingen. Destijds kon men daar zwemmen en bij iedere rug gaan staan. Door verzanding is de plas gemiddeld niet veel meer dan 1,5 meter diep, zodat er nog net gezeild kan worden met kleine midzwaardboten. Alleen in het midden zijn nog enkele plaatsen met een diepte van 2 meter. Het ondiepste punt ligt aan de kant van Cromvoirt waar hij nog slechts 40 tot 75 cm diep is. In het midden ligt een klein eilandje. Het eilandje is het enige wat herinnert aan een smalle dijk. Vroeger waren het namelijk twee meren naast elkaar. Er is een strandbad met mogelijkheden voor dagrecreatie ingericht. Er zijn steigers die een zwemgedeelte afbakenen met drijflijnen op 0,60 meter. Verder is het mogelijk waterfietsen te huren en is er onder meer een midgetgolfbaan.

## WIJM
Ondanks de geringe diepte worden gemiddeld 10x per jaar wedstrijden gezeild met midzwaardboten en is er sprake van een heuse zeilhaven van waaruit de wedstrijden door de Watersportvereniging IJzeren Man (WIJM) (opgericht in 1969) worden georganiseerd. Doordat het meer is omgeven door bomen zijn de winddraaiingen verraderlijk en vergt het een goede techniek om hier uit de voeten te kunnen. Zeker voor de jeugd is de IJzeren Man een goede leerschool om te leren omgaan met de elementen. Jaarlijks organiseert deze jeugd de "Oudenzakkenrace" voor 30+'ers. De oudenzakkenrace is al sinds jaar en dag een begrip in de zeilende regio.

## Horeca
Het hotel aan de oever van het meer is eind jaren 80 van de 20e eeuw afgebrand. Plannen om een nieuw hotel te bouwen sneuvelden in de jaren 90. Het protest vanuit de bevolking was groot, en uiteindelijk heeft de projectontwikkelaar zich teruggetrokken. In 2005 kwamen er nieuwe plannen voor een hotel aan de oever, en opnieuw was er protest van de Vughtse inwoners. Bezwaar van de Stichting Vughts Landschap zorgde uiteindelijk voor een verwerping van de bouwvergunning. Indien de projectontwikkelaar een nieuwe aanvraag doet, moet in principe de hele procedure opnieuw doorlopen worden. Wel is in 2014 een strandpaviljoen geopend.

## Helder water
De IJzeren Man staat bekend om het heldere water. Van Blauwalg is in de geschiedenis nooit sprake geweest, vanwege de hoge zuurgraad van het meer. Vissen kwamen tot 15/20 jaar geleden dan ook nauwelijks voor. Er lijkt inmiddels sprake te zijn van minder zure omstandigheden. Zeker is dat visetende vogels zoals fuut, aalscholver, ijsvogel en dodaars inmiddels regelmatige bezoekers/bewoners van het meer zijn.

## Buitensport
Aan de IJzeren Man ligt een buitensportterrein dat wordt gebruikt voor bedrijfsuitjes, teamtrainingen, schoolsportdagen, schoolkampen en evenementen. Het terrein heeft allerlei faciliteiten, zoals een touwparcours, een kratstapelplaats, een teambuildingsparcours en een frisbee golfbaan. Er worden vlotten gebouwd, en er wordt gevaren met opblaasbare wildwaterrafts en reuzekano's. Verder is regelmatig het tromgeroffel van een 20-persoons drakenboot te horen. Ondanks de geringe diepte trekt het meer ook duikers aan.
Naar deze recreatieplas is het voormalige Station Vught-IJzeren Man genoemd.
Verwante meertjes in 's-Hertogenbosch zijn de IJzeren Vrouw en het IJzeren Kind.